# Acer Predator
Acer Predator（Predator意為掠奪者）是宏碁公司推出的電競電腦品牌。2008年，宏碁在推出了桌上型遊戲电脑：宏碁Aspire Predator系列，后来改名为宏碁Predator。2016年，宏碁掠夺者產品線已涵蓋台式机、游戏笔记本、平板电脑和其他配件。